# دیاشوو
دیاشوو (به لاتین: Diyashevo) یک منطقهٔ مسکونی در روسیه است که در باشقیرستان واقع شده‌است.